# Acetonid
U organskoj hemiji, acetonid je funkcionalna grupa kojas se sastoji od ketalnog diola sa acetonom. Sistematsko ime ove strukture je izopropiliden ketal. Acetnod je najčešće korišćena zaštitna grupa za 1,2- i 1,3-diole. Zaštitna grupa se može ukloniti hidrolizom ketala koristeći razblaženi vodeni rastvor kiseline.
Kortikosteroidni acetonidi imaju farmaceutsku primenu, posebno u dermatologiji, pošto njihova povišena lipofilnost omogućava bolju penetraciju u kožu.
- Fluklorolon acetonid
- Fluocinolon acetonid
- Triamcinolon acetonid